# Francesco Starace
Francesco Starace (Roma, 22 settembre 1955) è un ingegnere e dirigente d'azienda italiano, dal 2014 al 2023 amministratore delegato e direttore generale di Enel.

## Biografia

### Formazione ed inizio carriera
Laureatosi nel 1980 in Ingegneria nucleare presso il Politecnico di Milano, Starace è stato dal 1981 al 1982 analista della sicurezza degli impianti elettronucleari di NIRA Ansaldo, e fino al 1987 ha occupato numerose posizioni operative nella SAE SADELMI, società facente capo a General Electric, sia in Italia che in altri paesi (Stati Uniti d'America, Arabia Saudita ed Egitto).
Dal 1987 al 1993 ha lavorato per ABB prima di passare al gruppo SOIMI, azienda del gruppo ABB SAE SADELMI, in qualità di direttore generale. Nello stesso periodo ha ricoperto anche la carica di direttore operativo delle due società controllate. 
Tra il 1997 e il 1998 è stato amministratore delegato di ABB Combustion Engineering Italia e successivamente è passato ad Alstom Power, dove dal 1998 al 2000 è stato senior vice president delle vendite globali e impianti chiavi in mano per la divisione turbine a gas.

### La carriera in Enel
Nel 2000 è diventato responsabile dell'Energy Management di Enel Produzione S.p.A.. Nella compagnia elettrica italiana, ha ricoperto dal 2002 al 2005 la carica di responsabile dell'area di business Power, appena creata all'interno della divisione Generazione ed Energy management, nell'ambito della rifocalizzazione del Gruppo sul core business energetico decisa dall'allora amministratore delegato Paolo Scaroni.
Nel 2005 è stato designato direttore della Divisione Mercato Italia di Enel focalizzata sul mercato libero dell'elettricità e del gas rivolto alla clientela domestica. In quel periodo, Enel lancia per la prima volta in Europa un'offerta per la fornitura di energia elettrica prodotta da sole fonti rinnovabili.
Nel dicembre 2008 è diventato direttore della Divisione Energie Rinnovabili di Enel e amministratore delegato di Enel Green Power, la neonata società del Gruppo dedicata allo sviluppo e alla gestione delle attività di generazione di energia da fonti rinnovabili in Italia e nel mondo. Ha guidato la società al collocamento sui listini di Milano e Madrid del 30,8% del capitale sociale per un incasso complessivo di 2,4 miliardi di euro. Nei sei anni di gestione Starace, Enel Green Power si è affermata come uno dei principali player mondiali nel settore delle rinnovabili, con 29 miliardi di kWh prodotti da 750 impianti di 16 Paesi in Europa, America Settentrionale e America Latina, e un mix di tecnologie verdi ben calibrato.
Nel 2014 è stato nominato amministratore delegato e direttore generale di Enel. La sua strategia si basa sul sottolineare la vocazione industriale dell'azienda annunciando la riconversione di 23 centrali termoelettriche del Gruppo in Italia (turbogas, olio combustibile, carbone).
Nel maggio 2015 il segretario generale delle Nazioni Unite Ban Ki-moon ha nominato Francesco Starace membro del consiglio United Nations Global Compact.
Nel gennaio 2016, in occasione del 46º incontro annuale svoltosi a Davos-Klosters, Svizzera, è stato nominato co-presidente delle comunità Energy Utilities ed Energy Technologies del World Economic Forum.
Nel giugno del 2016 Starace ha presentato all’ONU gli impegni di Enel per contribuire al raggiungimento degli obiettivi globali di crescita socio economica sviluppo sostenibile e per combattere fame e cambiamento climatico; tra questi, fornire energia elettrica a tre milioni di persone, principalmente in America Latina e Africa. A ottobre del 2016, sotto la presidenza tedesca del G20, è stato nominato co-presidente della task force del B20 su energia, clima ed efficienza delle risorse.
Starace il 2 dicembre 2016 presso la Borsa di New York ha suonato la campana che dà tradizionalmente inizio alle contrattazioni di Wall Street, in occasione dell'avvio della quotazione di Enel Américas, controllata creata come fase finale della ristrutturazione delle operazioni di Enel in America Latina, come confermato dallo stesso Starace in audizione al Senato il 2 marzo 2017, le operazioni hanno permesso il recupero di 16 miliardi di euro di valore. Nella stessa occasione, viene confermata la crescita del margine operativo lordo a 15 miliardi ed un utile per il Gruppo a 3,2 miliardi di euro per il 2016. Sempre nell’ottica dell’espansione internazionale di Enel, il 10 aprile 2017 Francesco Starace annuncia la chiusura di un accordo per l’acquisto di Bungala Solar One, progetto solare fotovoltaico in Australia, attraverso una joint venture tra Dutch Infrastructure Fund ed Enel Green Power.
Il 18 marzo 2017 il Tesoro ha ufficializzato la nomina di Francesco Starace nel ruolo di Amministratore Delegato per un ulteriore mandato insieme alla presidente Patrizia Greco, confermata successivamente il 5 maggio 2017 dal Consiglio di Amministrazione di Enel S.p.A. Nel corso dell’Assemblea degli azionisti viene anche approvato il bilancio.
Il 19 giugno 2017 Starace viene nominato Presidente dell’Unione del settore elettrico europeo Eurelectric con mandato biennale. Il 26 giugno ha presentato Open Meter, il nuovo contatore 2.0 di Enel per il quale la società ha stabilito investimenti per 4,3 miliardi di euro, un’applicazione che consentirà una riduzione dei consumi elettrici tra il 2 e il 6%.
Nel maggio del 2020 Francesco Starace viene confermato come Amministratore Delegato di Enel, dando inizio al suo terzo mandato.
Il 12 maggio 2023 viene succeduto da Flavio Cattaneo come Amministratore Delegato di Enel.

## Vita privata
Sposato e padre di due figli. 
È il fratello maggiore del diplomatico Giorgio Starace.
Nel 2020 il suo compenso è stato globalmente di 7,5 milioni di dollari.

## Altri incarichi
Francesco Starace ricopre attualmente anche i seguenti incarichi:
- Presidente del Board of Directors della Fondazione Enel[36]
- Membro del Consiglio Direttivo di Fullbright (Italia)[37]
- Membro del Board del Politecnico di Milano (Italia)[38]
- Incarichi in Confindustria: membro del Consiglio Generale[39] e del Consiglio Direttivo
- Membro del Global Investors for Sustainable Development Alliance delle Nazioni Unite[40]
- Membro del Club of Rome[41]
- Membro del Board of Trustees dell’American Academy in Rome[42]
- Co-Presidente della Net Zero Carbon Cities - Systemic Efficiency Initiative del WEF[43]
- Membro della European Investment Bank (EIB) Group Climate and Environment Advisory Council[44]
- Membro della Task force “Energia, Sostenibilità e Clima” del B20 Indonesia 2022
- Co-Presidente del Business Council Italia-Messico
- Co-Presidente della roundtable "Renewable and low-carbon hydrogen production" della Clean Hydrogen Alliance della Commissione Europea[45]
- Su invito della Rockefeller Foundation, da settembre 2019 Starace è membro della Global Commission to End Energy Poverty[46]
- Nell’ottobre del 2020 è stato nominato Presidente dell'Administrative Board di SEforALL, organizzazione internazionale che lavora a stretto contatto con le Nazioni Unite per accelerare e realizzare su scala le soluzioni necessarie per raggiungere l’Obiettivo di Sviluppo Sostenibile 7 (SDG7) entro il 2030[47][48]
- Dal 2017 al 2019 è stato Presidente di Eurelectric.[49][50][51][52]
- Nel 2020 è stato Co-Chair della Energy, Sustainability and Climate Taskforce - B20 Saudi Arabia[53]
- Dal 2015 al 2021 è stato Membro del Board del Global Compact Onu (U.S.A.): ha ricoperto tale carica per due mandati (2015-2018) (2018-2021), il massimo stabilito dallo statuto[54]
- Dal 2020 al 2021 è stato membro del G20 Business Advisory Board for the Italian Presidency[55]
- Dal 2020 al 2021 è stato Presidente della task force “Energia ed Efficienza delle Risorse” del B20 Italy 2021[56][57]
- Dal 2020 è membro del Strategic Advisory Council del Center of Sustainable Business of the University of Pittsburgh
- Dal 1º luglio 2022 è membro del Global Leadership Council, organismo della Global Energy Alliance for People and Planet

## Riconoscimenti
- Nel 2010 ha ricevuto insieme a Luigi Ferraris il Premio Manager Utilities 2010 promosso da Agici e da Accenture per il progetto industriale che ha portato alla nascita di un leader mondiale nelle rinnovabili e alla sua successiva quotazione.[58][59][60]
- Nel 2011 ha vinto il premio Scacchi e strategie aziendali conferito da parte dell'omonima associazione.[61][62][63]
- Nel 2013 ha vinto il premio Premio Energia Sostenibile 2013 assegnato da Fondazione Energia.[64][65][66]
- Nel 2016 è stato premiato come «Uomo dell’anno» dal magazine «Staffetta Quotidiana», storica rivista del settore energetico[67].
- Nel 2018 è stato insignito dell’Ordine dell’Aquila Azteca, la più alta onorificenza concessa a cittadini stranieri in Messico, per i servizi offerti da Enel, finalizzati a favorire lo sviluppo sostenibile del Paese[68].
- Starace è stato insignito, in data 31 Maggio 2018, dell’Onorificenza di Cavaliere del Lavoro in seguito alla firma del decreto del Presidente della Repubblica Italiana.[69]
- Nell’aprile del 2018 Starace viene insignito del titolo di Commendatore dell’Ordine Brasiliano di Rio Branco presso l’ambasciata a Roma. Un riconoscimento che va alle persone che si sono distinte nei settori della politica, della cultura, dell’economia e della scienza, influendo positivamente sullo sviluppo del Paese[70][71].
- Nel luglio del 2018 Starace viene insignito della Croce di commendatore dell’Ordine Nazionale al merito della Repubblica di Colombia. Il riconoscimento, consegnato da Juan Mesa Zuleta, ambasciatore della Colombia in Italia, è da ascrivere all’impatto positivo degli investimenti di Enel nel Paese e all’impegno dell’AD per lo sviluppo sostenibile[72][73].
- Nel 2019 è stato nominato Businessperson of the year per il settore Energia nella classifica stilata da Fortune Italia[74].
- Nel dicembre del 2019 è stato insignito del premio Global Leadership Award 2019, primo italiano e primo rappresentante del settore energetico a ricevere dall’Università della California Berkeley questo riconoscimento[75][76].
- Nel 2019 gli è stato assegnato il Premio “Manager Utility Energia 2019” dalla rivista trimestrale Management delle Utilities e delle Infrastrutture (MUI)"[77][78].
- Nel 2020 Francesco Starace si è posizionato al primo posto tra i manager come miglior dirigente utility, nella classifica stilata da “Institutional Investor”.[79][80]
- Nel 2021 è stato insignito del Premio Tiepolo, istituito nel 1996 dalla Camera di Commercio e Industria Italiana per la Spagna, in collaborazione con la Camera di Commercio e Industria di Madrid e con la Confederación Española de Organizaciones Empresariales - CEOE.[81]
- Nel 2021 gli è stato conferito il Premio Roma per lo sviluppo del Paese, che nasce “per premiare Personalità del mondo dell'economia, delle scienze, del sociale e della cultura, particolarmente distintesi per i contributi che danno alla crescita ed al prestigio del Paese".[82]

## Controversie
Ad aprile 2016, in una lezione alla Luiss, rispondendo ad una domanda concernente i metodi per cambiare le organizzazioni aziendali affermò che "occorre distruggere fisicamente (quei) centri di potere che non vogliono cambiare. Si deve creare malessere. Appena sarà evidente andrà creata paura nel resto dell'organizzazione". Il caso è stato discusso in un'interrogazione parlamentare al Senato della Repubblica. In seguito ha inviato un messaggio di scuse ai dipendenti Enel.
Nel 2022, è al centro di polemiche scaturite da un incontro con Vladimir Putin - immediatamente prima dell'invasione in Ucraina - per discutere cospicui investimenti nel settore energia in Italia da parte di compagnie russe.

## Pubblicazioni
- The Utility Industry in 2020, in Handbook Utility Management a cura di Andreas Bausch e Burkhard Schwenker, Springer Science & Business Media, 7 luglio 2009, ISBN 978-3-540-79349-6
- Un nuovo clima. Come l’Italia affronta la crisi climatica a cura di Francesca Santolini, Rubbettino, 2015, ISBN 9788849846171
- Verso il 2099 – 87 consigli dai grandi alumni del Politecnico di Milano per progettare se stessi nel domani a cura di Autori vari, Politecnico di Milano 1863, 2016, ISBN 9788864930367